# Gymnobucco
Gymnobucco är ett fågelsläkte i familjen afrikanska barbetter inom ordningen hackspettartade fåglar. Släktet omfattar fyra arter med utbredning i Afrika söder om Sahara:
- Gråstrupig barbett (G. bonapartei) 
  - G. [b.] cinereiceps [2]
- Kongobarbett (G. sladeni)
- Borstbarbett (G. peli)
- Skallig barbett (G. calvus) 
  - G. [c.] vernayi [2]